# Camponotus libanicus
Camponotus libanicus  (лат.) — вид древесных муравьёв рода Camponotus из подсемейства формицины (Formicidae).

## Распространение
Западная Палеарктика: Греция, Израиль, Иран, Кипр, Ливан, Турция.

## Описание
Древесные муравьи буровато-чёрного цвета. Среднего размера, рабочие длиной около 5 мм (солдаты до 1 см). Отличается следующими признаками: чёрными или коричнево-чёрными жвалами, скапусом усика и ногами; затылочные углы и скапус с отстоящими волосками; петиоль грубо скульптированный, матовый; остальная часть тела покрыта многочисленными отстоящими волосками; петиоль толстый, тело плотно пунктированное, дорзальная поверхность мезосомы только с метанотальным швом. 
Стебелёк между грудкой и брюшком состоит из одного членика (петиолюс), несущего вертикальную чешуйку.

## Систематика
Вид был впервые описан в 1881 году и включён в состав подрода Myrmentoma вместе с такими видами как Camponotus boghossiani, Camponotus aktaci и Camponotus aegaeus. Видовое название C. libanicus дано по имени той страны, где была найдена типовая серия (Ливан).